# Condado de Lawrence (Mississippi)
O Condado de Lawrence é um dos 82 condados do estado norte-americano do Mississippi. A sua sede de condado é Monticello, que é também a sua maior cidade.
O condado tem uma área de 1057 km² (dos quais 3 km² estão cobertos por água), uma população de 12 929 habitantes, e uma densidade populacional de 12 hab/km² (segundo o censo nacional de 2010). O condado foi fundado em 1814 e o seu nome é uma homenagem a James Lawrence (1781 – 1813), oficial da Marinha dos Estados Unidos que participou na Quase-guerra, na Guerra de Tripoli e na Guerra de 1812.